# تری رایلی
تری رایلی (انگلیسی: Terry Riley؛ زادهٔ ۲۴ ژوئن ۱۹۳۵) یک آهنگ‌ساز اهل ایالات متحده آمریکا است. او یکی از تاثیرگذارترین هنرمندان مکتب کمینه گرایی در موسیقی به‌شمار می‌رود. آثار او تحت تأثیر موسیقی جاز و موسیقی کلاسیک هندی است.
از فیلم‌هایی که وی در آن‌ها نقش داشته است، می‌توان به سرزمین بی‌صاحب اشاره نمود.
وی همچنین برنده جوایزی همچون کمک هزینه گوگنهایم شده‌است.